# Eugenia grijalvae
Eugenia grijalvae är en myrtenväxtart som beskrevs av Barrie. Eugenia grijalvae ingår i släktet Eugenia och familjen myrtenväxter.
Artens utbredningsområde är Nicaragua. Inga underarter finns listade i Catalogue of Life.